# مارفن مكوي
مارفن مكوي (بالإنجليزية: Marvin McCoy)‏ هو لاعب كرة قدم بريطاني في مركز الدفاع، ولد في 2 أكتوبر 1988 في Walthamstow ‏ في المملكة المتحدة. لعب مع إبسفليت يونايتد ودولويتش هاملت ونادي ألدرشوت تاون ونادي هيرفورد وويكمب وندررز ونادي ويلدستون لكرة القدم ونادي يورك سيتي.

## وصلات خارجية
- مارفن مكوي على موقع قاعدة بيانات كرة القدم.إي يو (الإنجليزية)
- مارفن مكوي على موقع ناشيونال فوتبول تيمز (الإنجليزية)
- مارفن مكوي على موقع Soccerbase.com (لاعب) (الإنجليزية)
- مارفن مكوي على موقع Soccerway.com (الإنجليزية)